# Agriomelissa malagasy
Agriomelissa malagasy is een vlinder uit de familie wespvlinders (Sesiidae), onderfamilie Sesiinae.
Agriomelissa malagasy is voor het eerst wetenschappelijk beschreven door Viette in 1982. De soort komt voor in het Afrotropisch gebied.